# 拆彈機械人
拆彈機械人是一種可以遙控操作進行拆除炸彈的機械人。因為操作人員利用遙控拆彈，令人員能夠遠離懷疑爆炸品進行拆彈工作，可減少炸彈一旦爆炸引起的人員傷亡。
拆彈機械人可在不平整的地面操作，行駛裝置有部分使用輪式設計，也有使用履帶，令機械人可以攀登樓梯。
拆彈機械人裝有鏡頭可以通過有線或無線電傳送畫面，機械人通常裝有可活動的機械臂，前方的機械手能夠操作拆彈設備，例如剪刀。
如果爆炸品具有高度危險性，操作人員可以操作機械人進行引爆。早期的拆彈機械人使用散彈槍射擊爆炸品引爆，後來多採用高壓水槍。除了射擊引爆外，也可使用機械人在爆炸品旁放置小型炸彈進行引爆操作。